# Gareloch House
Gareloch House ist der Name einer Villa auf der Halbinsel Rosneath in der schottischen Council Area Argyll and Bute. Das Gebäude befindet sich am Südrand des Küstenortes Clynder am Ufer des namensgebenden Meeresarmes Gare Loch an der heutigen B833, der Hauptstraße der Halbinsel. 1971 wurde Gareloch House in die schottischen Denkmallisten in der höchsten Kategorie A aufgenommen.

## Geschichte
Die Villa wurde um das Jahr 1817 erbaut. Dort lebte der Geistliche John McLeod Campbell, der in einem aufsehenerregenden Prozess der Ketzerei angeklagt war. Seine Söhne James und Robert erbten das Anwesen nach Campbells Tod. Sie trieben vor allem den Ausbau des Gartens zu einer Parkanlage bis 1917 voran und dokumentierten ihr Vorgehen in heute noch erhaltenen Aufzeichnung. Die Eigentümer in den 1970er und 1980er Jahren versuchten wieder den ursprünglichen Zustand der Parkanlage herzustellen. 1987 wurden die Außenanlagen in das Inventory of Gardens and Designed Landscapes in Scotland aufgenommen. Der Status wurde jedoch 2018 widerrufen.

## Beschreibung
Das zweistöckige, leicht längliche Gebäude besteht im Wesentlichen aus dem Bruchstein eines Eruptivgesteins. Die Fenster sind jedoch mit Sandstein abgesetzt, aus dem auch die Ecksteine an den Gebäudekanten bestehen. Der Eingangsbereich befindet sich in der nordwestlichen Fassade. Die Eingangstür ist leicht nach rechts versetzt und von fünf Sprossenfenstern umgeben. Die gegenüberliegende Gebäudeseite weist drei vertikale Fensterachsen auf. An der Südwestseite schließt eine Garage aus den 1930er Jahren an. Sie ist verputzt und schließt mit einem Pultdach ab. Gareloch Haus krönt ein Walmdach mit grauen Schieferschindeln.